# Баженова, Елена Александровна
Еле́на Алекса́ндровна Баже́нова (29 декабря 1958, Пермь) — российский лингвист-русист, доктор филологических наук, профессор, заведующая кафедрой русского языка и стилистики Пермского университета (2006—2020). Представитель Пермской научной школы функциональной стилистики, автор концепции смысловой структуры научного текста, исследователь проблем функционирования современного русского языка в сферах научной и массовой коммуникации. Глава оргкомитета регионального этапа Всероссийской олимпиады школьников по русскому языку (с 1998), эксперт Общественно-консультативного совета по рекламе при Управлении федеральной антимонопольной службы по Пермскому краю.

## Биография
В 1976 году окончила среднюю школу № 12 г. Перми, в 1981 году — филологический факультет Пермского университета.
В 1987 году защитила кандидатскую диссертацию «Выражение преемственности и формирования знания в смысловой структуре русских научных текстов: на материале современных лингвистических текстов» (Воронежский государственный университет), в 2001 году — докторскую диссертацию «Научный текст как система субтекстов» (Уральский государственный университет) с присуждением учёной степени доктора филологических наук.
С 1987 года — ассистент, с 1991 года — старший преподаватель, с 1993 года — доцент, с 2002 года — профессор кафедры русского языка и стилистики.
В 2006—2020 годах заведовала кафедрой русского языка и стилистики ПГУ (ПГНИУ).
Член диссертационного совета Д 212.198.11 в ПГНИУ. Рецензент Красноярского краевого фонда науки.
Входит в состав редколлегий научных журналов «Вестник Пермского университета» (серия «Российская и зарубежная филология»], «Экология языка и коммуникативная практика» (г. Красноярск, Сибирский федеральный университет), межвузовского сборника научных трудов «Стереотипность и творчество в тексте» (Пермь, 1998—2014. Вып. 1-18).
Организатор и руководитель магистерской программы «Русский язык и современные гуманитарные технологии» (Пермский государственный национальный исследовательский университет).

## Научная и организационная деятельность
Е. А. Баженова — представитель Пермской научной школы функциональной стилистики. Область её научных интересов — современный русский язык, речеведение, дискурсивный анализ текстов разных сфер коммуникации, динамические процессы в современном русском литературном языке.
Руководитель научно-исследовательских проектов, поддержанных РФФИ, РГНФ и Минобразования России: «Научный дискурс в аспекте стереотипности и креативности» (2005—2006), «Разработка и создание опытного образца интерфейсного устройства, обеспечивающего ввод в компьютер текстовой информации в форме устной речи» (2006—2007); — «Исследование функциональной динамики русского языка XXI века» (2008—2010).
Е. А. Баженова ведёт научно-просветительскую и организаторскую работу в Пермском крае: возглавляет оргкомитет регионального этапа Всероссийской олимпиады школьников по русскому языку (1998 — по наст. вр.), руководит работой по реализации «Программы продвижения русского языка и образования на русском языке» (2014—2015), входит в состав жюри краевых конкурсов «Грамотей» и «Марафон знаний», является экспертом Общественно-консультативного совета по рекламе при Управлении федеральной антимонопольной службы по Пермскому краю, организует социально значимые проекты, связанные с повышением коммуникативной культуры работников образования, представителей органов власти и бизнеса.
Организатор международной научной конференции «Речеведение: современное состояние и перспективы», посвященной юбилею проф. М. Н. Кожиной (Пермь, 16-20 ноября 2010 г.).

## Награды
- Почётная грамота Министерства образования и науки Российской Федерации (2006).
- Лауреат конкурса Пермского государственного университета на лучшую научную работу в области гуманитарных исследований (2002) .
- Лауреат конкурса Всероссийского конкурса на лучшую научную книгу (2008).

## Основные работы
Имеет 200 научных публикаций, среди них:

### Монографии и учебные пособия
- Баженова Е. А. Научный текст в аспекте политекстуальности / Перм. гос. ун-т. Пермь, 2001. 272 с. ,
- Баженова Е. А., Котюрова М. П. Культура научной речи: текст и его редактирование: учеб. пособие. М.: Флинта: Наука, 2008. 280 с.
- Баженова Е. А., Дускаева Л. Р., Карпова Т. Б. Русский язык в таблицах, тестах и формах ОГЭ и ЕГЭ: учеб. пособие. Перм. гос. ун-т, Пермь, 2014. 320 с.

### Разделы в коллективных монографиях
1. Баженова Е. А. Функционирование кратких прилагательных // Очерки истории научного стиля русского литературного языка XVIII—XX вв.: колл. монография. Т. I: Развитие научного стиля в аспекте функционирования языковых единиц различных уровней. Ч. 1. Пермь: Изд-во Перм. ун-та, 1994. С. 169—204.
2. Баженова Е. А. Специфика смысловой структуры научного текста и его композиции // Очерки истории научного стиля русского литературного языка XVIII—XX вв.: колл. монография. Т. II: Стилистика научного текста (общие параметры). Ч. 1. Пермь: Изд-во Перм. ун-та, 1996. С. 158—235.
3. Дискурс — текст — стиль в ракурсе функциональной стилистики // Дискурс и стиль: теоретические и прикладные аспекты: колл. монография. М.: ФЛИНТА: Наука, 2014. С. 18-26.
4. Статьи в «Стилистическом энциклопедическом словаре русского языка» (2-е изд. М.: Флинта: Наука, 2006):

- Текст;
- Смысловая структура текста;
- Стилистическая синтагматика;
- Стилистическая парадигматика;
- Стилистика кодирования;
- Стилистика декодирования;
- Интертекстуальность;
- Жанры научной литературы;
- Категория оценки,;
- Композиция;
- Поэтическое речевое мышление;
- Язык и стиль рекламы и др.

### Статьи в зарубежных научных журналах
1. Баженова Е. А. Изменения в функционировании кратких прилагательных в русских научных текстах XVIII—XX вв. // Stylistyka-II. Opole, 1993. С. 133—144.
2. Баженова Е. А. Стилистико-речевая организация научного текста // Стил. Београд, 2003. № 2. С. 129—141.
3. Баженова Е. А. Прагматический потенциал научного текста // Това чудо — езикът! / Изследвания в чест на проф. д-р Живко Бояджиев. София, университетско изд-во «Св. Климент Охридски», 2007. С. 67-74.
4. Баженова Е. А. Научный текст в контексте культуры // Мова і культура. (Науковий журнал). Киев: Видавничий Дім Дмитра Бураго, 2009. Вип. 11, т. IV(116). С. 17-22.
5. Баженова Е. А. Дискурсивно-стилистический анализ текста // Stylistyka-XXIII. Ополе, 2014. С. 9-17.

### Статьи в российских научных журналах
- Баженова Е. А. Имидж политика в оппозиции «свой-чужой» // Вестн. Перм. ун-та. Сер. «Российская и зарубежная филология». 2009. Вып. 3. С. 28-33.
- Баженова Е. А. Научный текст в дискурсивно-стилистическом аспекте // Вестн. Перм. ун-та. Сер. «Российская и зарубежная филология». 2009. Вып. 5. С. 24-32.
- Баженова Е. А. Научный текст и среда // Вестн. Перм. ун-та. Сер. «Российская и зарубежная филология». 2010. Вып. 2 (8). С. 60-64.
- Баженова Е. А. Текст с позиций речеведения // Стереотипность и творчество в тексте: межвуз. сб. науч. тр. / Перм. гос. ун-т. Пермь, 2010. Вып. 14. С. 42-50.
- Баженова Е. А. Прецедентные единицы в научном тексте // Вестн. Перм. ун-та. Сер. «Российская и зарубежная филология». 2010. Вып. 3(9). С. 272—274.
- Баженова Е. А. Нормативное и девиантное в научной коммуникации // Вестн. Перм. ун-та. Сер. «Российская и зарубежная филология». 2011. Вып. 4(16). С. 32-36.
- Баженова Е. А., Шенкман В. И. Номинативное поле концепта школа // Вестн. Перм. ун-та. Сер. «Российская и зарубежная филология». 2012. Вып. 4 (24). С. 91-97.
- Баженова Е. А., Иванова И. А. Блог как интернет-жанр // Вестн. Перм. ун-та. Сер. «Российская и зарубежная филология». 2013. Вып. 4 (20). С. 125—131.
- Баженова Е. А. «Штрихи к портрету» эталонного научного текста // Вестник Азиатско-Тихоокеанской ассоциации преподавателей русского языка и литературы. № 4. Владивосток, 2014. С. 38-42.

### Редактор
- Речеведение: современное состояние и перспективы: материалы Междунар. науч. конф., посвященной юбилею М. Н. Кожиной (Пермь, 16-20 ноября 2010 г.) / отв. ред. Е. А. Баженова; Перм. гос. ун-т. Пермь, 2010. 538 с.

### Журналистика и беллетристика
- Баженова Е. А. Помнит сердце // Пермский университет в воспоминаниях современников / Сост. А. С. Стабровский. Пермь: Пермский университет, 1995. Вып. II. Ради жизни на земле. 160 с. С. 32-33.
- Баженова Е. А., Кондаков Б. В. Русская неделя на острове свободы // Образование на русском. Проект Института русского языка имени А. С. Пушкина.